# ATP5SL
ATP5SL‏ (Distal membrane arm assembly complex 2) هوَ بروتين يُشَفر بواسطة جين ATP5SL في الإنسان.